# Seznam medailistů na halovém mistrovství světa – sedmiboj muži, pětiboj ženy

## Muži - (sedmiboj)
Muži - od roku 1993

| Rok  | Místo      | Zlato                            | Výkon vítěze                     | Stříbro                          | Bronz                            |
| ---- | ---------- | -------------------------------- | -------------------------------- | -------------------------------- | -------------------------------- |
| 1993 | Toronto    | Dan O'Brien                      | 6 476 bodů                       | Mike Smith                       | Eduard Hämäläinen                |
| 1995 | Barcelona  | Christian Plaziat                | 6 246 bodů                       | Tomáš Dvořák                     | Henrik Dagård                    |
| 1997 | Paříž      | Robert Změlík                    | 6 228 bodů                       | Erki Nool                        | Jón Arnar Magnússon              |
| 1999 | Maebaši    | Sebastian Chmara                 | 6 386 bodů                       | Erki Nool                        | Roman Šebrle                     |
| 2001 | Lisabon    | Roman Šebrle                     | 6 420 bodů                       | Jón Arnar Magnússon              | Lev Lobodin                      |
| 2003 | Birmingham | Tom Pappas                       | 6 361 bodů                       | Lev Lobodin                      | Roman Šebrle                     |
| 2004 | Budapešť   | Roman Šebrle                     | 6 438 bodů                       | Bryan Clay                       | Lev Lobodin                      |
| 2006 | Moskva     | André Niklaus                    | 6 192 bodů                       | Bryan Clay                       | Roman Šebrle                     |
| 2008 | Valencie   | Bryan Clay                       | 6 371 bodů                       | Andrej Kravčenko                 | Dmitrij Karpov                   |
| 2010 | Dauhá      | Bryan Clay                       | 6 204 bodů                       | Trey Hardee                      | Alexej Drozdov                   |
| 2012 | Istanbul   | Ashton Eaton                     | 6 645 bodů – RHMS                | Oleksij Kasjanov                 | Artem Lukjaněnko                 |
| 2014 | Sopoty     | Ashton Eaton                     | 6 632 bodů                       | Andrej Kravčenko                 | Thomas Van der Plaetsen          |
| 2016 | Portland   | Ashton Eaton                     | 6 470 bodů                       | Oleksij Kasjanov                 | Mathias Brugger                  |
| 2018 | Birmingham | Kévin Mayer                      | 6 348 bodů                       | Damian Warner                    | Maicel Uibo                      |
| 2020 | Nanking    | zrušeno kvůli pandemii covidu-19 | zrušeno kvůli pandemii covidu-19 | zrušeno kvůli pandemii covidu-19 | zrušeno kvůli pandemii covidu-19 |
| 2022 | Bělehrad   | Damian Warner                    | 6 489 bodů                       | Simon Ehammer                    | Ashley Moloney                   |
| 2024 | Glasgow    | Simon Ehammer                    | 6 418 bodů                       | Sander Skotheim                  | Johannes Erm                     |
| 2025 | Nanking    | Sander Skotheim                  | 6 475 bodů                       | Johannes Erm                     | Till Steinforth                  |

## Ženy - (pětiboj)
Ženy - od rok 1993

| Rok  | Místo      | Zlato                            | Výkon vítěze                     | Stříbro                          | Bronz                            |
| ---- | ---------- | -------------------------------- | -------------------------------- | -------------------------------- | -------------------------------- |
| 1993 | Toronto    | Liliana Năstaseová               | 4 686 bodů                       | Urszula Włodarczyková            | Birgit Clariusová                |
| 1995 | Barcelona  | Světlana Moskalecová             | 4 834 bodů                       | Kym Carterová                    | Irina Tjuchajová                 |
| 1997 | Paříž      | Sabine Braunová                  | 4 780 bodů                       | Mona Steigaufová                 | Kym Carterová                    |
| 1999 | Maebaši    | Le Shundra Nathanová             | 4 753 bodů                       | Irina Bělovová                   | Urszula Włodarczyková            |
| 2001 | Lisabon    | Natalja Sazanovičová             | 4 850 bodů                       | Jelena Prochorovová              | Karin Ertlová                    |
| 2003 | Birmingham | Carolina Klüftová                | 4 933 bodů                       | Natalja Sazanovičová             | Marie Collonvilléová             |
| 2004 | Budapešť   | Naide Gomesová                   | 4 759 bodů                       | Natalija Dobrynská               | Austra Skujytė                   |
| 2006 | Moskva     | Ludmila Blonská                  | 4 685 bodů                       | Karin Ruckstuhlová               | Olga Levenkovová                 |
| 2008 | Valencie   | Tia Hellebautová                 | 4 867 bodů                       | Kelly Sothertonová               | Anna Bogdanovová                 |
| 2010 | Dauhá      | Jessica Ennisová                 | 4 937 bodů                       | Natalija Dobrynská               | Hyleas Fountainová               |
| 2012 | Istanbul   | Natalija Dobrynská               | 5 013 bodů – RHMS                | Jessica Ennisová                 | Austra Skujytė                   |
| 2014 | Sopoty     | Nadine Broersenová               | 4 830 bodů                       | Brianne Theisenová-Eatonová      | Alina Fjodorová                  |
| 2016 | Portland   | Brianne Theisenová-Eatonová      | 4 881 bodů                       | Alina Fjodorová                  | Barbara Nwabaová                 |
| 2018 | Birmingham | Katarina Johnsonová-Thompsonová  | 4 750 bodů                       | Ivona Dadicová                   | Yorgelis Rodríguezová            |
| 2020 | Nanking    | zrušeno kvůli pandemii covidu-19 | zrušeno kvůli pandemii covidu-19 | zrušeno kvůli pandemii covidu-19 | zrušeno kvůli pandemii covidu-19 |
| 2022 | Bělehrad   | Noor Vidtsová                    | 4 929 bodů                       | Adrianna Sułeková                | Kendell Williamsová              |
| 2024 | Glasgow    | Noor Vidtsová                    | 4 773 bodů                       | Saga Vanninenová                 | Sofie Dokterová                  |
| 2025 | Nanking    | Saga Vanninenová                 | 4 821 bodů                       | Kate O'Connorová                 | Taliyah Brooksová                |